# Bahnhof Berlin Wollankstraße
Der Bahnhof Wollankstraße befindet sich an der 1877 eröffneten Berliner Nordbahn. Er liegt im Berliner Ortsteil Pankow des gleichnamigen Bezirks und bildete während des Bestehens der Berliner Mauer eine Ausnahme: Hier verlief unmittelbar die Sektorengrenze, die Station lag auf Ost-Berliner Gebiet, hatte jedoch nur einen Zugang von West-Berlin aus.

## Geschichte

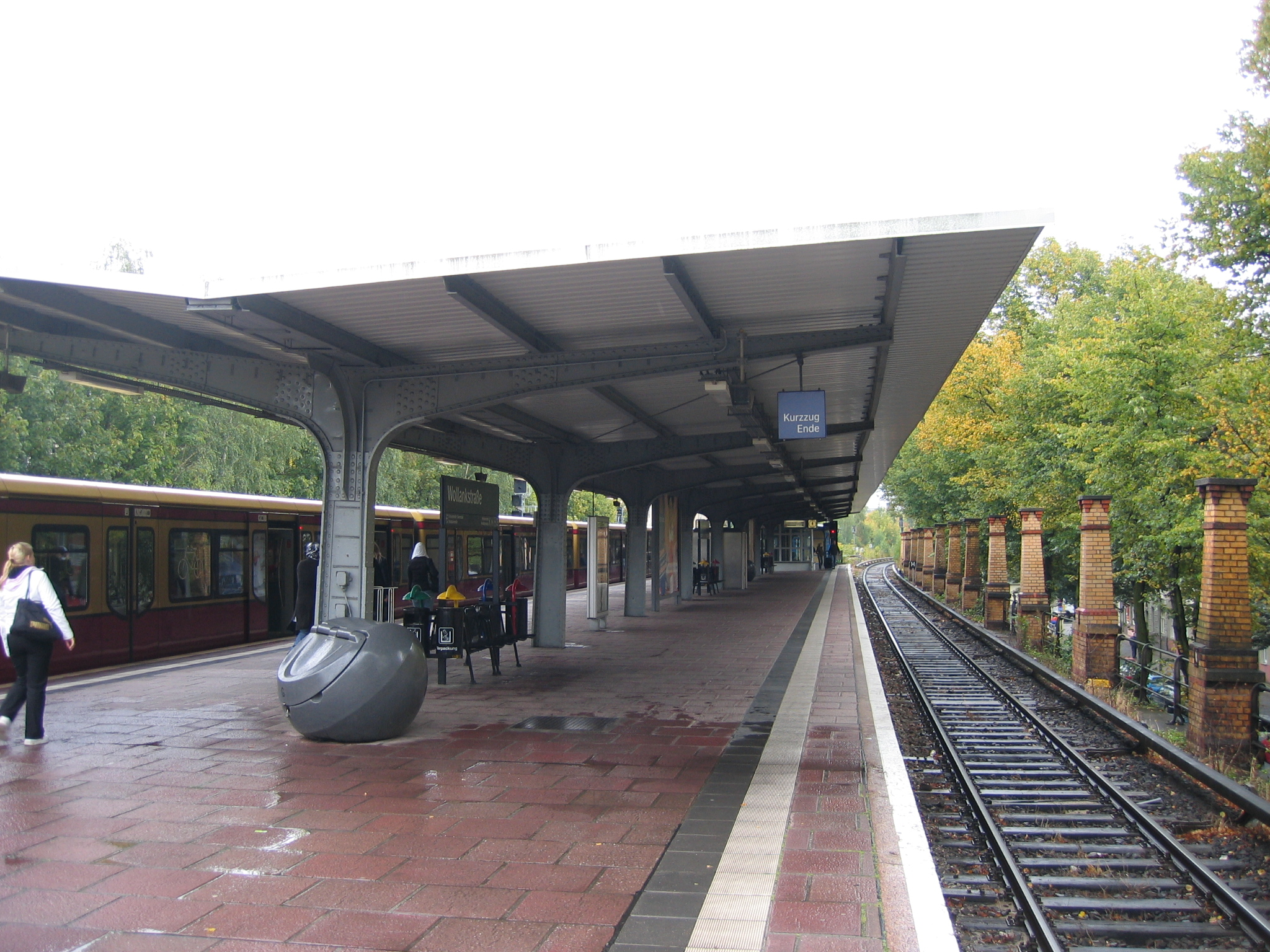
Bahnsteig in Blickrichtung Süd, 2007

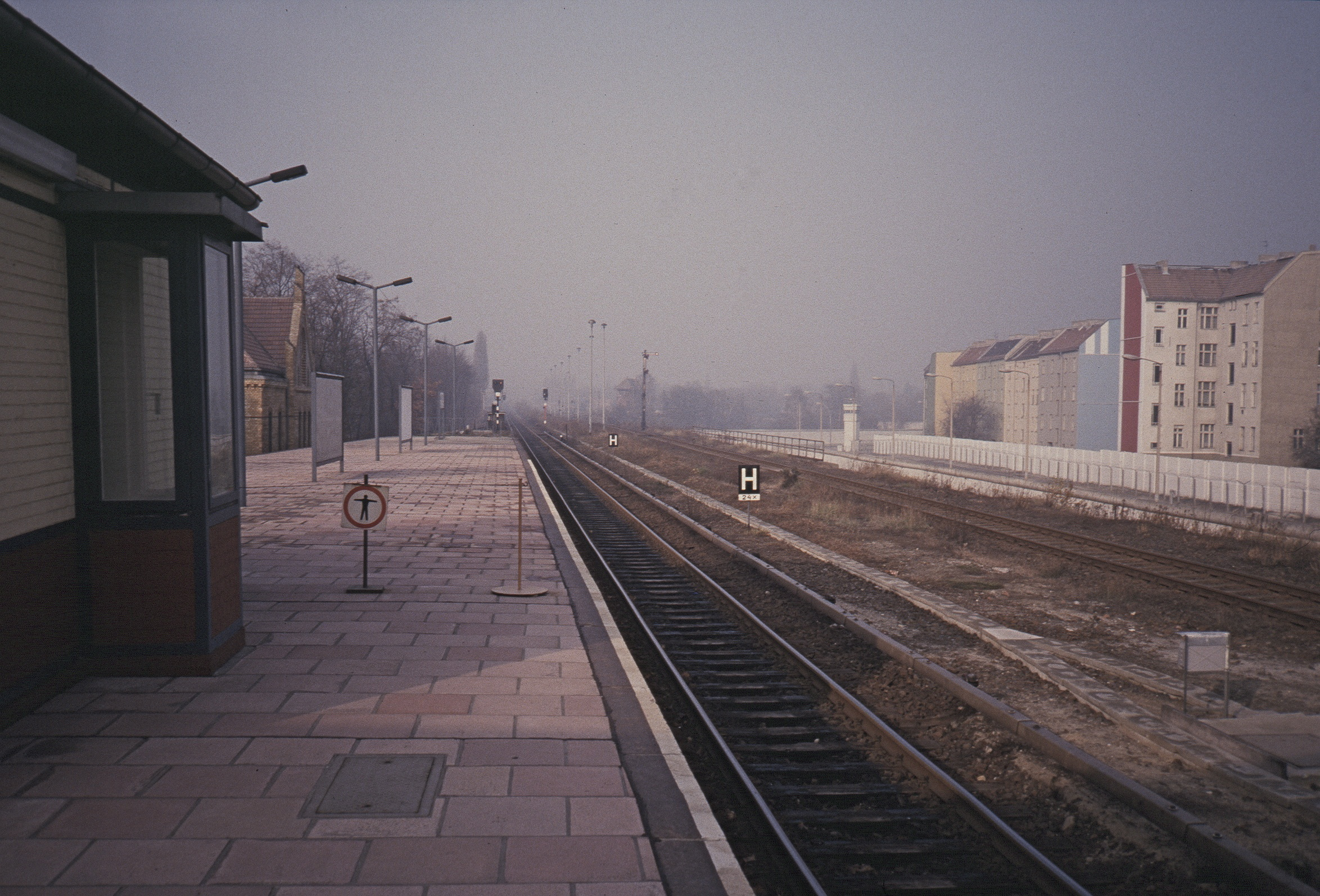
Bahnsteig in Blickrichtung Nord, 1986

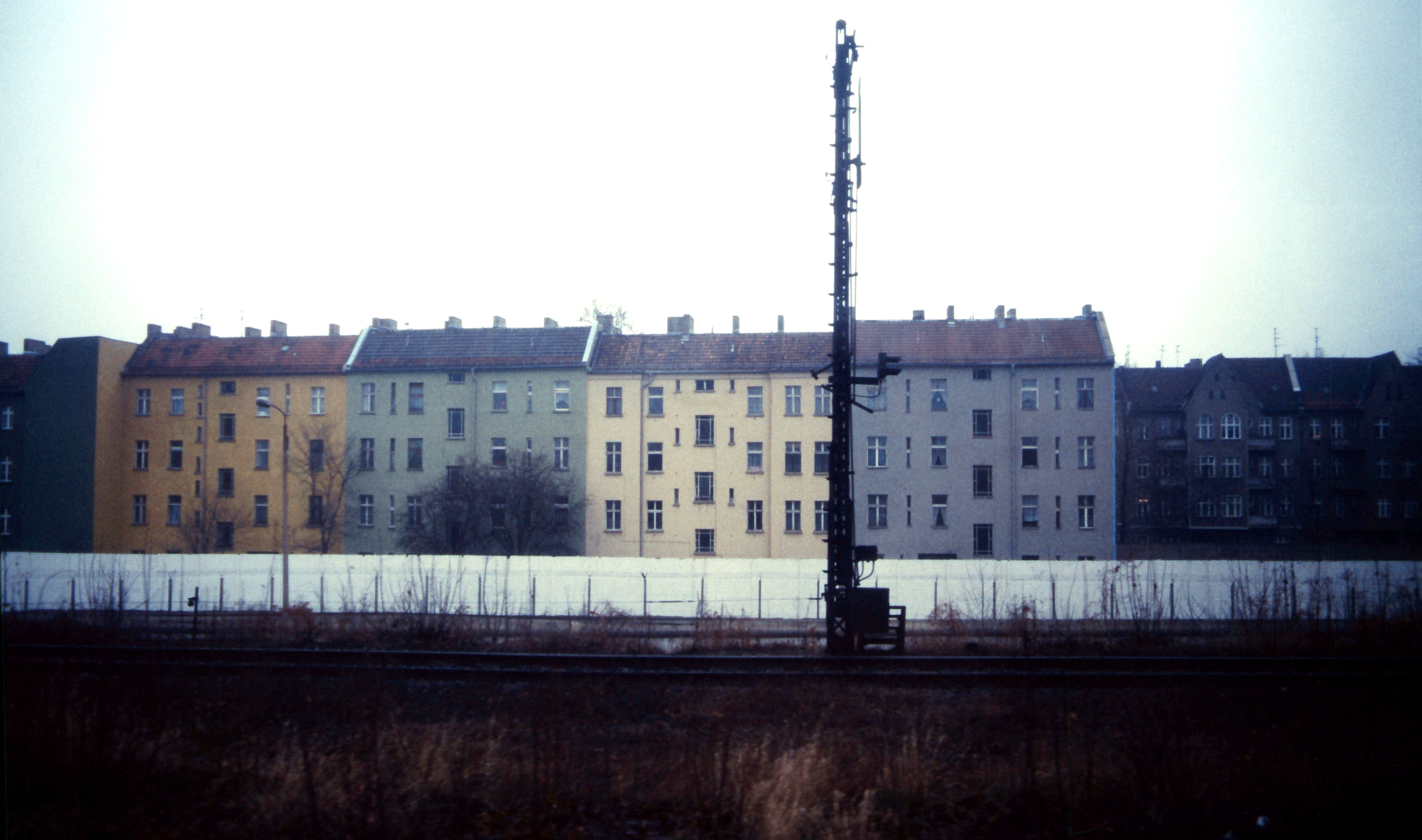
Blick auf die Berliner Mauer aus Bahnhofsrichtung, dahinter die Schulzestraße, 1988

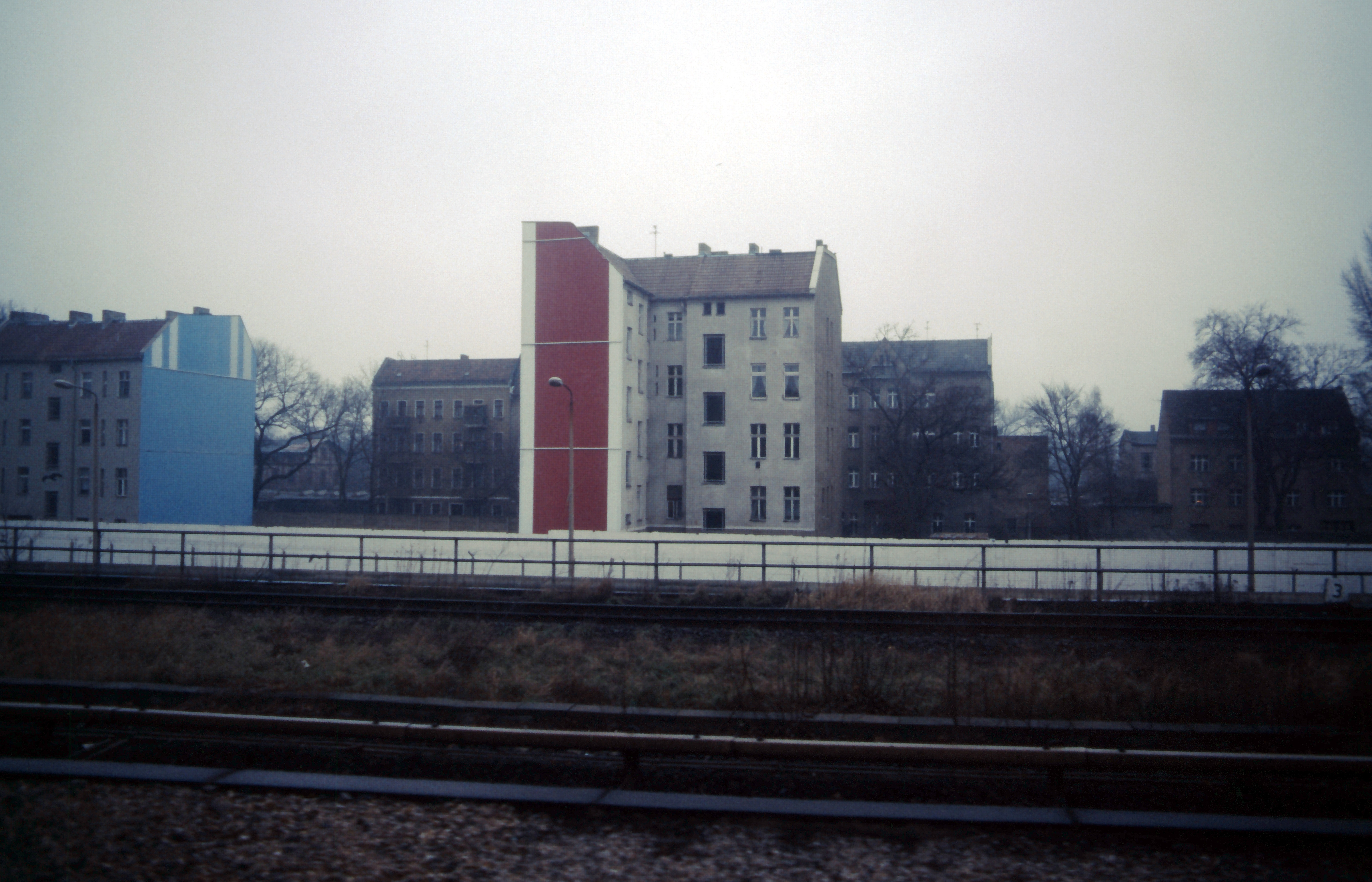
Blick auf die Berliner Mauer, dahinter Hinterhoffassaden an der Schulzestraße, 1988

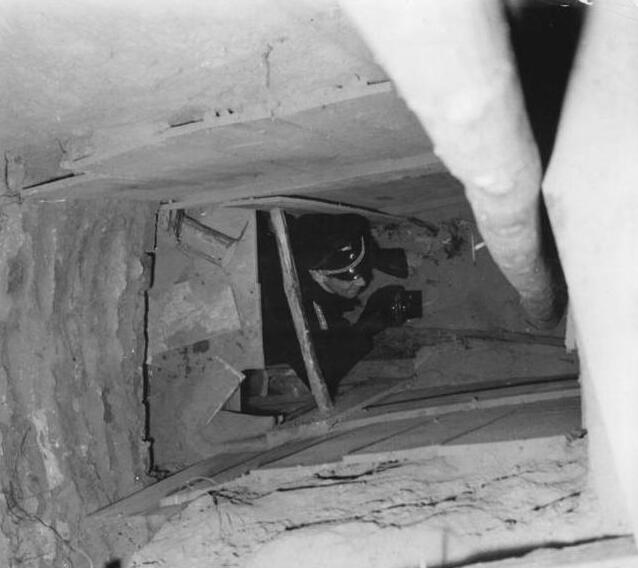
Blick in den Stollen des Fluchttunnels, 1962

Bei seiner Eröffnung hieß der Bahnhof noch Prinzenallee und war bis 1891 nur ein Bedarfshalt. Aufgrund seiner Lage im Berliner Bezirk Pankow wurde er 1879 in Pankow (Prinzenallee) und 1893 in Pankow (Nordbahn) umbenannt. Am 1. Mai 1911 wurde der Namenszusatz entfernt.
Nach der Hochlegung der Strecke im Jahr 1903 wurde der Haupteingang von der Sternstraße zur Wollankstraße verlegt, der Zugang von der Sternstraße blieb aber erhalten. Als eine der ersten Strecken wurde die Nordbahn elektrifiziert, sodass der elektrische S-Bahn-Betrieb hier ab dem 5. Juni 1925 Einzug hielt. Am 3. Oktober 1937 bekam der Bahnhof seine heutige Bezeichnung Wollankstraße.
Aufgrund von alliierten Bombenschäden blieb der Bahnhof von April bis Juni 1945 geschlossen, der elektrische Betrieb wurde am 19. Juli 1945 wieder aufgenommen.
Aufgrund seiner Lage stellte der Bahnhof nach dem Mauerbau eine Besonderheit dar: Er gehörte zum westlichen Teilnetz der S-Bahn, lag aber im damaligen Ost-Berliner Stadtbezirk Pankow. Er war in Betrieb, hatte einen geöffneten Ausgang zum Westsektor direkt auf der Grenzlinie und konnte daher vom Westteil aus ohne Kontrolle benutzt werden. Ein Schild neben dem Eingang wies Passanten auf diese Situation hin. Die Mauer verlief unmittelbar östlich des Bahnhofs, seine Zugänge Richtung Ost-Berlin waren versperrt. Der Bahnhof bot zu Anfang einen Ausblick in Ost-Berliner Wohnungen, später auf den sogenannten Todesstreifen. Aufsehen erregte er im Jahr 1962, als nach einer Senkung der Bahnsteigoberfläche ein Fluchttunnel entdeckt wurde, der durch das S-Bahn-Viadukt vom Westen aus gegraben worden war.
Nach Übernahme der S-Bahn in West-Berlin am 9. Januar 1984 durch die westlichen Gremien wurde von der BVG nur noch ein „Rumpfbetrieb“ bei der West-S-Bahn durchgeführt, der Bahnhof Wollankstraße gehörte nicht dazu. Aufgrund von Protesten u. a. der Frohnauer Bürger wurde die S-Bahn-Strecke in Richtung Frohnau (an der sich auch der Bahnhof Wollankstraße befindet) am 1. Oktober 1984 wieder in Betrieb genommen. Durch seine besondere Lage unterstand der Bahnhof jedoch der Verwaltung der Reichsbahndirektion Berlin. Das Personal für den Bahnhof kam bis zur deutschen Wiedervereinigung aus Ost-Berlin und trug die Uniformen der Deutschen Reichsbahn. Die Bahnhofsausstattung entsprach dem DR-Standard.
Unmittelbar südöstlich an den Bahnhof schließt sich die Brücke über die Wollankstraße an. Deren Überbauten mussten aufgrund ihres schlechten Zustands teilweise durch Hilfsbrücken ausgetauscht werden. Für die noch genutzte Gleisachse der Fernbahn erfolgte dies im Jahr 2015, für die beiden Gleise der S-Bahn im Frühjahr 2017. Das Projekt für den Neubau der Brücke mit Kosten von rund 20 Millionen Euro ist seit Frühjahr 2024 in Realisierung. Die Durchfahrtshöhe der Brücke wird dabei von 4,25 Metern auf mindestens 4,7 Meter erhöht, um eine mögliche Straßenbahnstrecke errichten zu können. Ergänzend soll ein von der Senatsverkehrsverwaltung im September 2019 bestellter Ostzugang errichtet werden, um die Erreichbarkeit des Bahnhofs von Pankow aus zu verbessern. Zwischen März 2025 und April 2028 entfällt stadtauswärts für über drei Jahre der Halt im Bahnhof. Der Neubau soll 2028 abgeschlossen sein.
Sowohl der Bahnhof als auch die Eisenbahnbrücke über die Wollankstraße stehen heute unter Denkmalschutz.

## Anbindung
Der S-Bahnhof wird von den Linien S1, S25 und S85 der Berliner S-Bahn bedient. Die S85 verkehrt jedoch samstags und sonntags nach Pankow und bedient somit nicht diesen S-Bahnhof. Es bestehen Umsteigemöglichkeiten zu den Omnibuslinien M27, 250 und 255 der Berliner Verkehrsbetriebe.
| Linie | Verlauf |
| ----- | --- |
|       | Oranienburg – Lehnitz – Borgsdorf – Birkenwerder – Hohen Neuendorf – Frohnau – Hermsdorf – Waidmannslust – Wittenau (Wilhelmsruher Damm) – Wilhelmsruh – Schönholz – Wollankstraße – Bornholmer Straße – Gesundbrunnen – Humboldthain – Nordbahnhof – Oranienburger Straße – Friedrichstraße – Brandenburger Tor – Potsdamer Platz – Anhalter Bahnhof – Yorckstraße (Großgörschenstraße) – Julius-Leber-Brücke – Schöneberg – Friedenau – Feuerbachstraße – Rathaus Steglitz – Botanischer Garten – Lichterfelde West – Sundgauer Straße – Zehlendorf – Mexikoplatz – Schlachtensee – Nikolassee – Wannsee |
|       | Hennigsdorf – Heiligensee – Schulzendorf – Tegel – Eichborndamm – Karl-Bonhoeffer-Nervenklinik – Alt-Reinickendorf – Schönholz – Wollankstraße – Bornholmer Straße – Gesundbrunnen – Humboldthain – Nordbahnhof – Oranienburger Straße – Friedrichstraße – Brandenburger Tor – Potsdamer Platz – Anhalter Bahnhof – Yorckstraße – Südkreuz – Priesterweg – Südende – Lankwitz – Lichterfelde Ost – Osdorfer Straße – Lichterfelde Süd – Teltow Stadt |
|       | Frohnau – Hermsdorf – Waidmannslust – Wittenau (Wilhelmsruher Damm) – Wilhelmsruh – Schönholz – Wollankstraße – Bornholmer Straße – Schönhauser Allee – Prenzlauer Allee – Greifswalder Straße – Landsberger Allee – Storkower Straße – Frankfurter Allee – Ostkreuz – Treptower Park – Plänterwald – Baumschulenweg – Schöneweide (– Johannisthal – Adlershof – Grünau) |